# おおばあつし
おおば あつし（1981年12月19日 - ）は、日本の漫画家。岐阜県羽島市出身。東京都在住。旧ペンネームは大場 敦（おおば あつし）。

## 経歴
2001年、「STARTING POINT」で第61回（2001年上期）手塚賞準入選を受賞。同作が『週刊少年ジャンプ』（集英社）2001年31号に掲載されデビュー。
2011年、『週刊少年ジャンプ増刊最強ジャンプ』（集英社）2011年夏号から連載を開始した『BLEACH4コマ コマブリ』（原作：久保帯人）で連載デビュー。
2015年より『コロコロコミック』（小学館）に移籍し、ペンネームを平仮名に改名。同年6月号から9月号まで短期で連載した『妖怪ウォッチバスターズ』のコミックス（全1巻）が累計10万部を突破するヒット作となった。

## 作品
- STARTING POINT（集英社『週刊少年ジャンプ』2001年31号）
- KIBASEN -キバセン-（集英社『赤マルジャンプ』2006SPRING）
- BULL BEAT（集英社『少年ジャンプNEXT!!』2010SUMMER）
- BLEACH4コマ コマブリ（集英社『週刊少年ジャンプ増刊最強ジャンプ』2011年夏号、秋号、『最強ジャンプ』2012年1月号 - 2013年4月号[3][4]、原作：久保帯人）
- 鉄人28号ガオ!（集英社『最強ジャンプ』2013年6月号 - 2014年9月号、原作：横山光輝）
- 妖怪ウォッチバスターズ（小学館『月刊コロコロコミック』2015年6月号 - 9月号）
- 激レーサー 走太郎!!（小学館『月刊コロコロコミック』2016年1月号 - 2017年2月号）
- イナズマイレブン アレスの天秤（小学館『月刊コロコロコミック』2018年2月号 - 2019年10月号）
- ネコサカ!（小学館『別冊コロコロコミック』2020年2月号 - 2021年4月号）
- LINEクリエイターズスタンプ ピントが合わない! ピンぼ犬。（2018年）
- LINEクリエイターズスタンプ たまごハム（2019年）